# Komitet Centralny Bułgarskiej Partii Komunistycznej

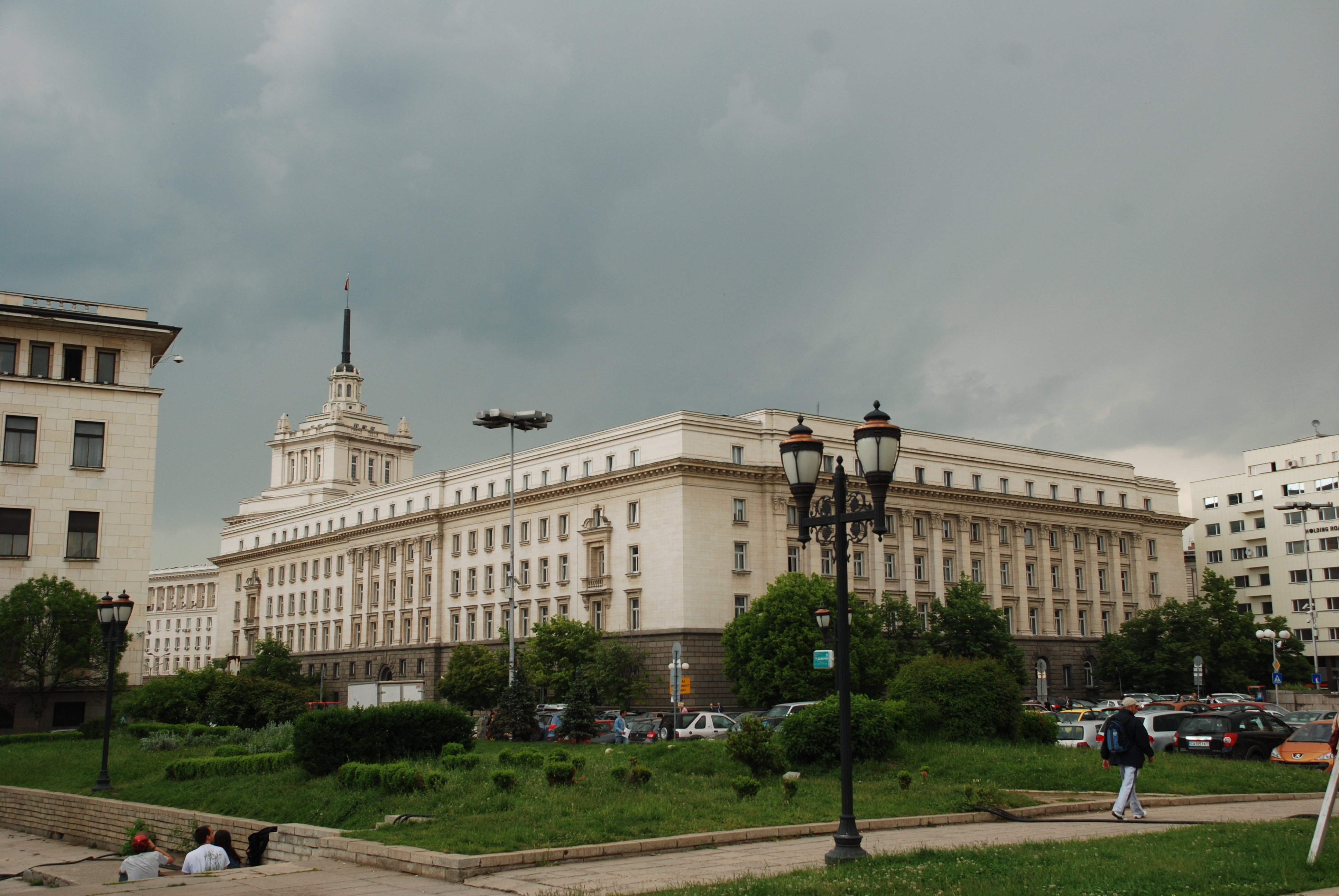
Dom Partii, widok ogólny

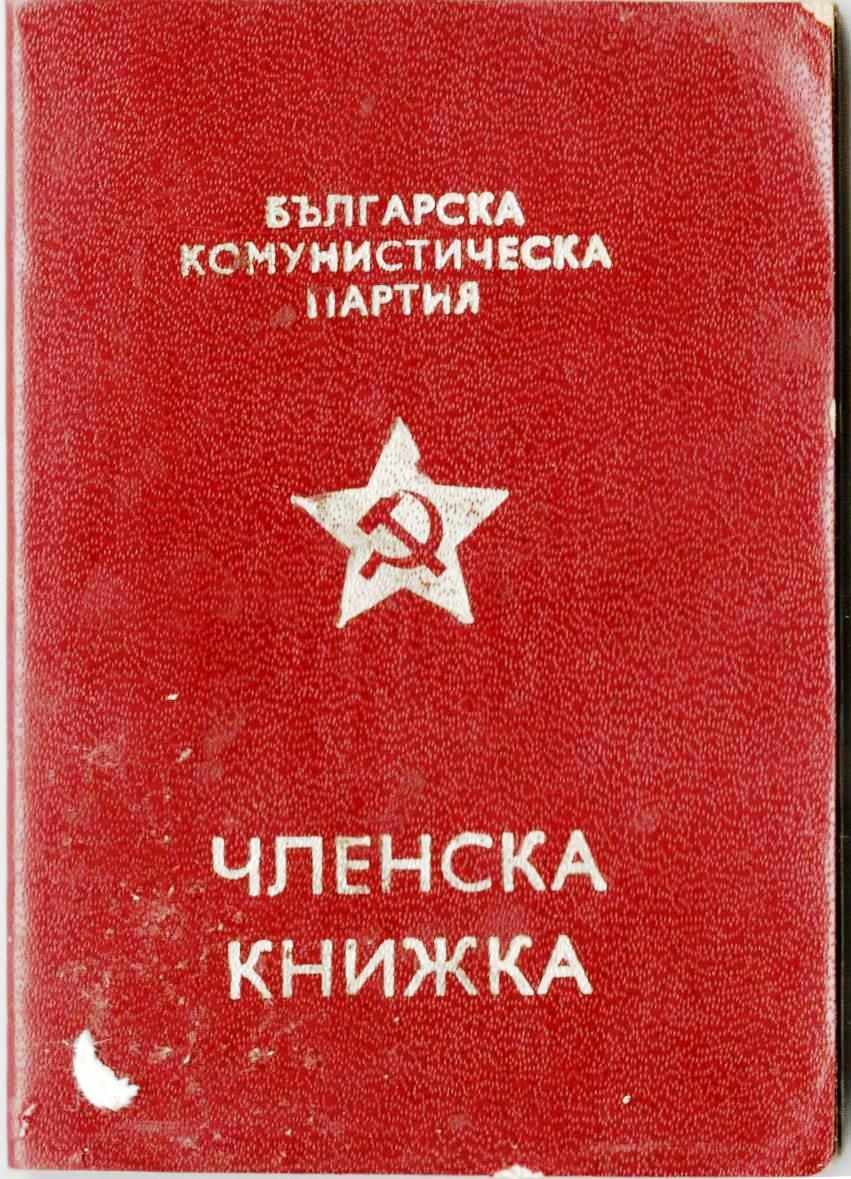
Legitymacja partyjna BPK

Komitet Centralny Bułgarskiej Partii Komunistycznej (Централен комитет на Българската комунистическа партия) – centralna instytucja partii, wykonująca polecenia Biura Politycznego Bułgarskiej Partii Komunistycznej, de facto organ zarządzania wszystkimi dziedzinami życia w tym kraju (1944–1989).

## Komórki organizacyjne[1]

### Wydziały
- Wydział Ewidencji (Отдел „Деловодство“) (1944–1989)
- Wydział Organizacyjny (Отдел „Организационен“) (1944–1989)
- Wydział Propagandy i Agitacji (Отдел „Пропаганда и агитация“) (1944–1989)
- Wydział Mas (Отдел „Масов“) (1944–1946)
- Wydział Rolnictwa (Отдел „Селскостопански“) (1944–1989)
- Wydział Gospodarki (Отдел „Стопански“) (1944–1950)
- Wydział Wojskowy (Отдел „Военен“) (1944–1989)
- Wydział Finansowo-Gospodarczy (Отдел „Финансово-стопански“) (1945–1989)
- Wydział Kadr (Отдел „Кадри“) (1946–1951)
- Wydział Polityki Zagranicznej i Stosunków Międzynarodowych (Отдел „Външна политика и международни връзки“) (1948–1989)
- Wydział Administracyjny (Отдел „Административен“) (1950–1979)
- Wydział Planowania i Ekonomii (Отдел „Планово-икономически“) (1950–1979)
- Wydział Przemysłu (Отдел „Промишлен“) (1950–1984)
- Wydział Kobiecy (Отдел „За работа сред жените“) (1951–1957)
- Wydział Narodowości Tureckiej (Отдел „За работа сред турското население“) (1951–1957)
- Wydział Nauki i Edukacji (Отдел „Наука и образование“) (1953–1984)
- Wydział Samorządów i Frontu Ojczyźnianego (Отдел „Народни съвети и Отечествен фронт“) (1954)
- Wydział Budownictwa i Architektury (Отдел „Строителство и архитектура“) (1954–1984)
- Wydział Samorządów i Organizacji Masowych (Отдел „За работа с народните съвети и масовите организации“) (1957–1962)
- Wydział Mniejszości Narodowych (Отдел „За работа сред националните малцинства“) (1958–1962)
- Wydział Sztuki i Kultury (Отдел „Изкуство и култура“) (1962–1989)
- Wydział Handlu i Przemysłu Spożywczego (Отдел „Търговия и хранителна промишленост“) (1963–1965)
- Wydział Transportu i Komunikacji (Отдел „Транспорт и съобщения“) (1964–1984)
- Wydział Organizacji Masowych i Narodowości Tureckiej (Отдел „За работа с масовите организации и турското население“) (1966–1968)
- Wydział Kadr, Organizacji Partyjnych i Wyjazdów Służbowych za Granicę (Отдел „Кадри, партийни организации и командировки в чужбина“) (1973–1984)
- Wydział Środków Masowej Informacji (Отдел „Средства за масова информация“) (1974–1984)
- Wydział Samorządów i Organizacji Masowych (Отдел „Народни съвети и масови организации“) (1979–1984)
- Wydział Ideologiczny (Отдел „Идеологическа политика“) (1984–1988)
- Wydział Polityki Gospodarczej i Naukowo-Technicznej (Отдел „Икономическа и научно-техническа политика“) (1984–1989)
- Wydział Polityki Kadrowej (Отдел „Кадрова политика“) (1984–1989)
- Wydział Wychowania Patriotycznego (Отдел „Патриотично възпитание“) (1988–1990)
- Centralne Archiwum Partii (Централен партиен архив), Sofia (1946-1990)
- Akademia Nauk Społecznych i Zarządzania Społecznego (Академия за обществени науки и социално управление), Sofia ([1945] 1969–1990)
- Redakcja dziennika Rabotniczesko deło (Работническо дело), Sofia (1927–1990)
- Wydawnictwo Partizdat (Партиздат), Sofia (1944–1991)

### Sektory
- Sektor Informacji Wewnątrz Partyjnej (Сектор „Вътрешно-партийна информация“) (1945–1955)
- Sektor Ochrony Zdrowia (Сектор „Здравеопазване“)
- Sektor Edukacji Klasowej, Patriotycznej i Międzynarodowej (Сектор „Класово-партийно, патриотично и интернационално възпитание“)
- Sektor Związków Zawodowych (Сектор „Профсъюзни органи“)
- Sektor Organizacji Młodzieżowych (Сектор „Младежки органи“)
- Sektor Frontu Ojczyźnianego (Сектор „Отечествен фронт“)
- Sektor Organizacji Sportowych (Сектор „Спортни организации“)
- Sektor Zagranicznych Organizacji Partyjnych (Сектор „Задгранични партиийни организации“)
- Sektor Kierowania Organizacjami Partyjnymi za granicą (Сектор „За ръководство на партийните организации в чужбина“)
- Sektor Postępu Technicznego oraz Ekonomika Transportu i Łączności (Сектор „Технически прогрес и икономика на транспорта и съобщенията“)
- Sektor Handlu (Сектор „Търговия“)
- Sektor Sztuki i Kultury (Сектор „Изкуство и култура“)
- Sektor Mniejszości Narodowych (Сектор „За работа сред националните малцинства“)
- Sektor Kancelarii (Сектор „Регистрация и отчетност на документите“)
- Sektor Obsługi Biura Politycznego i Sekretariatu (Сектор „Политбюро и Секретариат“)
- Sektor Kontroli Realizacji Decyzji Biura Politycznego i Sekretariatu (Сектор „Контрол по изпълнение решенията на Политбюро и Секретариата“)
- Sektor Grupy Redakcyjnej (Сектор „Редакционна група“)
- Sektor Korespondencji z Zagranicą (Сектор „Кореспонденция с чужбина“)
- Sektor Ewidencji (Сектор „Текущ архив“)
- Sektor Ministerstwa Obrony Ludowej (Сектор „МНО“)
- Sektor Ministerstwa Spraw Wewnętrznych (Сектор „МВР“)
- Sektor Kadr (Сектор „Кадри“)
- Sektor Raportów Kadrowych (Сектор „Отчет на кадрите“)
- Sektor Polityki Zagranicznej i Informacji Międzynarodowej (Сектор „Външна политика и международна нформация“)
- Sektor Samorządów (Сектор „Народни съвети“)
- Sektor Nauki i Szkolnictwa Wyższego (Сектор „Наука и висше образование“)
- Sektor Oświaty i Szkolnictwa Zawodowego (Сектор „Общо и професионално образование“)
- Sektor Nowego Budownictwa (Сектор „Нови строителства“)
- Sektor Budownictwa i Elektryfikacji (Сектор „Строителство и електрификация“)

## Siedziba Komitetu Centralnego
Pierwsza mieściła się w Sofii przy ul. Moskiewskiej (ул. „Московска”) 31 (1949), obecnie zajmowanym przez władze Sofii, kolejna w wybudowanym kompleksie reprezentacyjno-biurowym nazwanym Domem Partii (Партиен дом) (arch. Peco Zlatew) z 1954 r. na Placu Niepodległość (площад „Независимост“). Od 2020 r. z przerwami budynek zajmuje Zgromadzenie Narodowe (Народно събрание).